# Karmos Viktor
Karmos Viktor (Rákosliget, 1925. január 15. – Budapest, 2013. április 13.) textilmérnök, a volt Habselyem Kötöttárugyár műszaki igazgatója, vezérigazgató-helyettese.

## Életútja, munkássága
A Kemény Zsigmond Gimnáziumban érettségizett, majd a Budapesti Műszaki Egyetemen 1950-ben szerzett textil-gépészmérnöki diplomát, abban az évfolyamban, amely a legelső volt a Zilahi Márton vezette Textiltechnológia Tanszék létrejöttét követően.
Első munkahelye a Békéscsabai Kötöttárugyár volt, ahol egy évet töltött üzemmérnöki munkakörben, majd 1951-ben az iparvezetés kinevezte a Selyem- és Gyapjúárugyár (a későbbi Habselyem Kötöttárugyár) főmérnökévé. Itt dolgozott mint főmérnök, majd műszaki igazgató és vezérigazgató-helyettes 1985-ig, nyugállományba vonulásáig.
Ez alatt az idő alatt a gyár hatalmasat fejlődött: a 400 fős kis gyárból 5000 főt foglalkoztató, több telephelyes nagyvállalat lett. Karmos Viktor érdeme, hogy hazánkban vállalatánál honosították meg az 1960–70-es években nagyon korszerűnek számító és népszerű nyloning- és nylonfehérnemű-gyártást, itt helyeztek üzembe Magyarországon először percenként 1000 szemsort kötő lánchurkológépeket és gazdag csipkedíszítések készítésére alkalmas korszerű csipke-raschelgépeket, itt működtek először az országban nagyon modern Fukuhara (Monarch) körkötőgépek. Fiatal munkatársai sokat köszönhettek neki, mert vezetőként nagy segítséget nyújtott ahhoz, hogy pályafutásuk minél sikeresebb lehessen.
Rendszeresen részt vett a Könnyűipari Minisztérium, az Országos Műszaki Fejlesztési Bizottság és más szervek által létrehozott különböző szakmai bizottságok munkájában.
Nyugdíjasként sem szakadt el a kötőipartól: a könnyűipari gépek kereskedelmével foglalkozó Wilhelm Budapest Kft. keretében jelentős szerepe volt abban, hogy a számos új és régi kötő- és konfekcióipari vállalkozás korszerű kötő- ill. varrógépekkel gazdagodott.
Munkáját számos kitüntetés ismerte el: több kormánykitüntetésben és szakmai kitüntetésben részesült. 1974-ben az első között nyerte el az Eötvös Loránd-díjat. Magas színvonalú mérnöki munkásságát a Budapesti Műszaki Egyetem 2001-ben arany diplomával ismerte el.
A Textilipari Műszaki és Tudományos Egyesületnek 1951 óta volt tagja. Évtizedeken át tagja volt a kötő szakosztály vezetőségének és tevékeny munkát végzett a Magyar Textiltechnika, valamint a Kötőipari Szemle rovatszerkesztőjeként is.  A TMTE kötő szakosztályának több cikluson át volt megválasztott küldötte a TMTE küldött-közgyűlésein. Különös érdeme volt, hogy évtizedeken át nagy szorgalommal gyűjtötte a hazai textil- és ruhaiparral összefüggő, a sajtóban megjelenő személyi híreket (kitüntetések, munkahely-változások, halálesetek), ezeket a Magyar Textiltechnikában rendszeresen publikálta is. Ez a gyűjteménye igen jó szolgálatot tett, amikor a TMTE megalakulásának 60. évfordulójára összeállították – és azóta is folyamatosan kiegészítik –  a Szellemi Örökségünk albumot, amelynek anyagát jelentős részben Karmos Viktor gyűjteménye alapozta meg.
2013-ban hunyt el.

## Forrás
- Szellemi Örökségünk album. Textilipari Műszaki és Tudományos Egyesület, Budapest